# Régiment de Vintimille
Pour les articles homonymes, voir Régiment de Vintimille (homonymie).
Le régiment de Vintimille est un régiment d'infanterie du royaume de France, créé en 1647 sous le nom de « régiment de Gassion » devenue sous la Révolution le 49e régiment d’infanterie de ligne.

## Création et différentes dénominations
- 1er février 1647 : création du régiment de Gassion
- 20 octobre 1647 : renommé régiment de Palluau
- 24 avril 1665 : renommé régiment de Sourches
- 20 février 1675 : renommé régiment d'Harcourt
- 17 mars 1677 : renommé régiment d'Humières
- 16 mai 1684 : renommé régiment de La Châtre
- 29 janvier 1702 : renommé régiment de Saint-Sulpice
- 4 mars 1708 : renommé régiment de Lannoy
- 16 avril 1712 : renommé régiment de Louvigny
- 10 mars 1734 : renommé régiment de Rochechouart
- 6 mars 1743 : renommé régiment d'Aubeterre
- 26 mai 1745 : renommé régiment de Rohan-Montbazon
- 21 avril 1759 : renommé régiment de Montrevel
- 10 décembre 1762 : renommé régiment de Berry
- 14 mai 1788 : renommé régiment de Vintimille
- 1er janvier 1791 : renommé 49e régiment d’infanterie de ligne

## Colonels et mestres de camp
- 1er février 1647 : Jean, comte de Gassion
- 20 octobre 1647 : Philippe de Clérambault, comte de Palluau
- 24 avril 1665 : N. du Bouchet, marquis de Sourches
- 20 février 1675 : Henri, duc d’Harcourt[Note 1]
- 17 mars 1677 : Henri-Louis de Crevant, marquis d'Humières ;
- 16 mai 1684 : Louis Charles Edme marquis de La Châtre
- 29 janvier 1702 : Etienne de Crussol d'Uzès, comte de Saint-Sulpice[Note 2]
- 10 juin 1702 : Philippe Emmanuel de Crussol d'Uzès, marquis de Saint-Sulpice[Note 3]
- 4 mars 1708 : Louis Auguste, comte de Lannoy
- 16 avril 1712 : Jean Maignart de Bernières de Louvigny[Note 4]
- 10 mars 1734 : François Charles, comte de Rochechouart-Faudoas
- 6 mars 1743 : Jean-Baptiste Charles Hubert d'Esparbès de Lussan, chevalier d'Aubeterre[Note 5]
- 26 mai 1745 : Jules Hercule Mériadec de Rohan, prince de Montbazon[Note 6]
- 21 avril 1759 : Florent-Alexandre-Melchior de La Baume, comte de Montrevel[Note 7]
- 3 janvier 1770 : Henri Charles Emmanuel, baron de Crussol
- 11 novembre 1782 : François Désiré Marc Ghislin, marquis de Berghes-Saint-Winox
- 14 mai 1788 : Charles Emmanuel Marie Madelon, comte de Vintimille[Note 8]
- 25 juillet 1791 : Raphaël de Casabianca

## Historique des garnisons, combats et batailles du régiment

### Origines

#### Guerre de Trente Ans
Durant le siège Courtrai, en 1646, pendant la guerre de Trente Ans, Gaston, duc d'Orléans avec comme adjoint, pour diriger les opérations, le maréchal Jean, comte de Gassion. Celui-ci à la tête de quelques centaines d'hommes endiablés de toutes les nations, qui depuis longtemps suivaient sa fortune, faisaient la principale force de l'armée, car ils étaient la terreur des Espagnols. Après la capitulation de Courtrai le gouvernement en fut donné à Jean de Gassion.

### Régiment de Gassion (1647-1647)

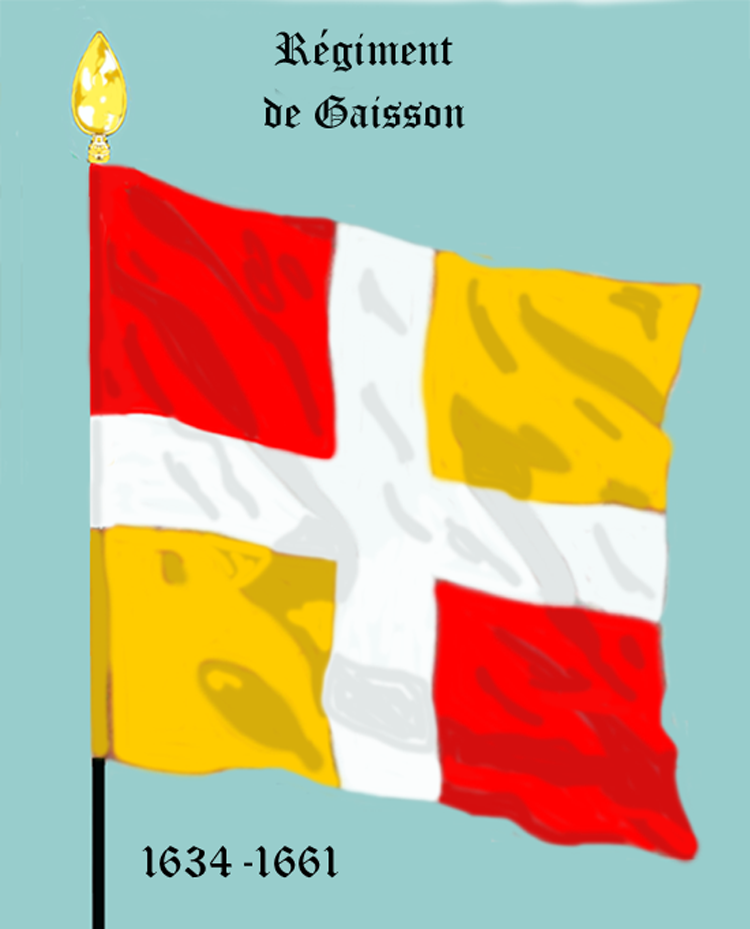
régiment de Gassion

#### Guerre de Trente Ans
Par ordre du 1er février 1647 les troupes de Jean Gassion furent réunis et prennent le nom de « régiment de Gassion ».

Cette même année le régiment prend part à plusieurs petits combats autour de Courtrai et perd son illustre chef, tué le 28 septembre 1647 au siège de Lens d'une mousquetade à la têțe.

### Régiment de Palluau (1647-1665)

#### Guerre de Trente Ans et Fronde
Il est donné Philippe de Clérambault, comte de Palluau, qui y incorpore, par ordre du 20 octobre 1647, un régiment qu'il avait levé le 20 mai 1645. Celui-ci était plus ancien, mais l'autre était meilleur et destiné à être entretenu comme garnison. Le comte de Palluau succède aussi à Jean Gassion dans le gouvernement de Courtrai.
En février 1648, les Espagnols tentent de surprendre la ville, en l'attaquant de nuit par quatre endroits différents. Mais le « régiment de Palluau » après deux heures de combat, les force à se retirer avec une perte énorme. Au printemps, le « régiment de Palluau » quitte Courtrai pour coopérer au siège d'Ypres. Il arrive le 12 mai devant la ville et surveille les routes de Bruges et de Dixmude. Après la prise de la ville, le comte de Palluau obtient le gouvernement d'Ypres, et le régiment y est mis en garnison et y demeure jusqu'en 1649
En 1650, il est appelé près de la cour et il la suit en Normandie avant de passer en Bourgogne, où il est employé au siège de Bellegarde,. Il termine cette campagne sous le maréchal du Plessis, et se trouve le 15 décembre à la bataille de Rethel.
Au début de 1651, il sert en Lorraine et fait le siège de Chasté.
Le comte de Palluau , ayant alors été investi du commandement d'une petite armée destinée à soumettre les villes du Berry qui tenaient pour le prince de Condé, emmena son régiment avec lui et l'employa au siège de Montrond, qui se prolongea jusqu'en 1652. Le château de cette ville capitula enfin le 1er septembre 1652, et le régiment y entra avec la mission d'en détruire les fortifications. 
Cette besogne achevée, il rallia en 1653 l'armée du vicomte de Turenne et fait le siège de Mouzon. 
En 1654, il se trouve à l'attaque des lignes d'Arras.
En 1655, il se trouve au siège de Landrecies, où il demeure en garnison jusqu'en 1657 ou il se rend au siège de Cambrai, et c'est par l'inadvertance d'une de ses sentinelles que l'armée royale se vit obligée de lever ce siège. Le prince de Condé avait fait une diligence incroyable pour amener du secours à Cambrai. Guillaume de Guitaut, qui commandait son avant-garde, se présente inopinément au quartier de Palluau, et, au cri de la sentinelle, répond résolument « Guitaut ». La sentinelle croit entendre « Palluau » et laisse passer les troupes frondeuses.

Après cette malheureuse affaire, le régiment est jeté dans Ardres, et il n'en sort, en 1658 que pour aller renforcer l'armée qui assiégeait Dunkerque  et que le prince de Condé menaçait dans ses lignes. Cette fois l'armée française est plus heureuse, les Espagnols et Condé sont battus, et Dunkerque capitule. Au mois de juillet, le régiment de Palluau passe sous les ordres du maréchal de La Ferté et termine cette guerre par le siège de Gravelines, où il demeure en garnison. 
En 1662, quand Dunkerque est achetée par Louis XIV au roi d'Angleterre, le régiment de Palluau fournit trois compagnies pour son occupation, qui y entrèrent le 29 novembre.

### Régiment de Sourches (1665-1675)
Devenu « régiment de Sourches » le 24 avril 1665, le régiment est appelé en 1666 au camp assemblé à Monchy près de Compiègne. 

#### Guerre de Dévolution
Dans le cadre de la guerre de Dévolution, il prend part l'année suivante à la campagne de Flandre et reste en garnison à Audenarde. 

#### Guerre de Hollande
En 1671, le « régiment de Sourches » fait partie du camp réuni sous Dunkerque. Après la levée du camp, il est un des quatre régiments laissés dans cette ville. 
Il fait la campagne de 1672 en Hollande, et il se signale au mois de décembre, dans l'expédition que le duc de Luxembourg dirige contre Bodegraven et Zwammerdam. Après vingt-six heures de marche sur la neige et la glace fondues, il arrive le 28 décembre devant Zwammerdam, s'empare de ce bourg et y met le feu. Au retour, le régiment est laissé à Niewerbrück, avec la mission d'en détruire le fort. 
Pendant les années suivantes, le régiment de Sourches sert dans les garnisons de la Hollande et de la basse Meuse. 

### Régiment d'Harcourt (1675-1677)

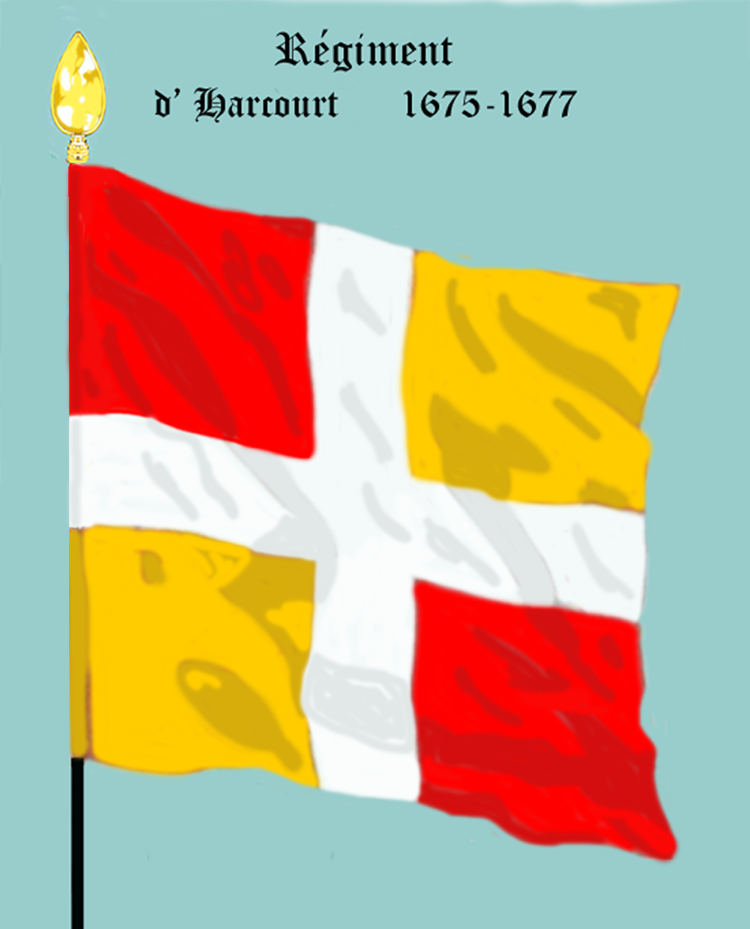
régiment d'Harcourt

#### Guerre de Hollande
Devenu le 20 février 1675 « régiment d'Harcourt » il fait, la campagne de 1676 en Allemagne.
En 1677, le régiment revient sur la frontière du nord, et assiste aux sièges de Valenciennes et de Cambrai, puis il est ensuite détaché pour aller renforcer l'armée du duc d'Orléans, occupée au siège de Saint-Omer, et combat vaillamment, le 11 avril, à Cassel, à côté des Gardes-Françaises et du régiment de La Reine.

### Régiment d'Humières (1677-1684)

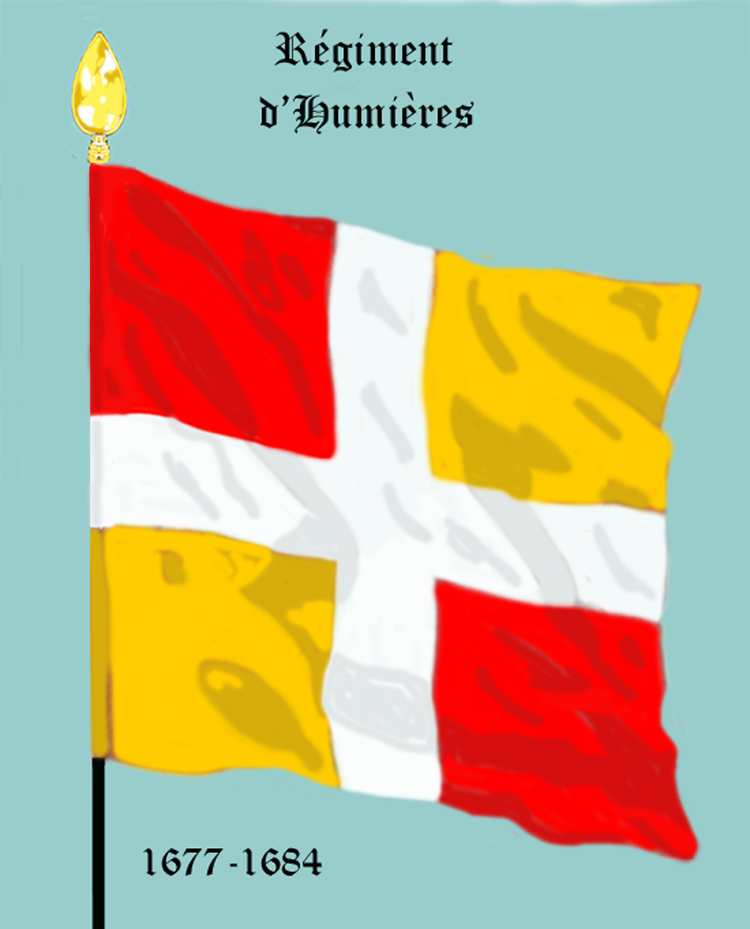
régiment d'Humières

#### Guerre de Hollande
Devenu « régiment d'Humières » le 17 mars 1677 on rencontre le régiment en mars 1678, au siège d’Ypres. Au mois de juillet, le « régiment d'Humières » est devant Mons. Le 17 juillet, les grenadiers du régiment s'emparent de l'abbaye d'Épinlieu, et, après la bataille de Saint-Denis, il rejoint l'armée du maréchal de Créquy, et prend ses quartiers d'hiver sur les terres de l'électeur de Brandebourg.
En 1679, il assiste au combat de Minden et à la prise de Bergen, derniers actes de cette guerre. 
Pendant les quatre années de paix qui suivent, le « régiment d'Humières » demeure en garnison à Saarbrück. 

#### Guerre des Réunions
En juillet 1683, il fait partie du camp de Vaudrevange visité par Louis XIV, et quand la guerre se rallume, en 1684, il se rend au siège de Luxembourg. Le 13 mai, le régiment étant de garde aux tranchées, le colonel Henri-Louis de Crevant, marquis d'Humières, fils unique du maréchal de ce nom, est tué d'un coup de mousquet.

### Régiment de La Châtre (1684-1702)

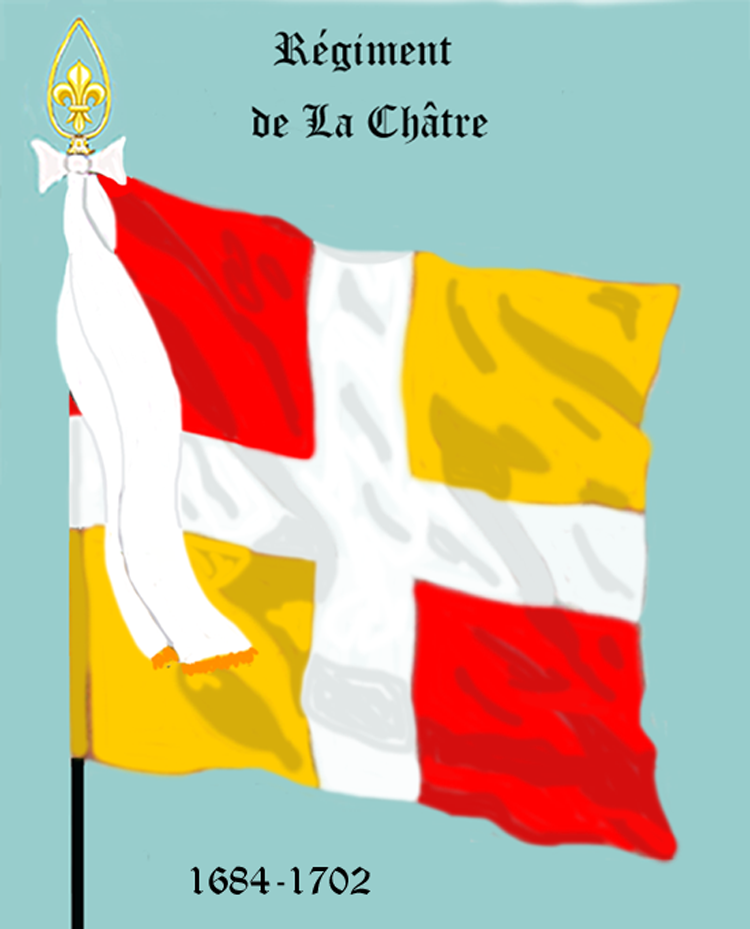
régiment de La Châtre

#### Guerre des Réunions
Le régiment est alors donné le même jour à Louis Charles Edme marquis de La Châtre, sous les ordres duquel il se distingue le 20 mai à la prise du faubourg de Grump.
Après la prise de Luxembourg, le régiment retourne à Sarrebruck. 

#### Guerre de la Ligue d'Augsbourg
En 1688, dans le cadre de la guerre de la Ligue d'Augsbourg, il sert sous le dauphin aux prises de Philippsburg, de Mannheim et de Franckenthal. 
Il commence la campagne de 1689, en Allemagne, sous le maréchal de Duras, puis passe à l'armée de la Moselle, et se distingue, le 26 août, à la prise d'assaut de Kockheim.
En 1690, le régiment de La Châtre qui fait partie de l'armée de Flandre participe à la bataille de Fleurus. 
Le régiment retourne ensuite en Allemagne, où il fait les deux campagnes de 1691 et 1692. 
On le retrouve au commencement de 1693 dans les Pays-Bas, mais le 12 juin il part de Namur avec le dauphin pour rallier encore une fois l'armée du Rhin. 
Rappelé en Flandre en juillet 1695, il sert au bombardement de Bruxelles, et il ne quitte plus cette frontière jusqu'à la paix de Ryswick. La Châtre fait partie, en 1698, du fameux camp assemblé à Coudun, près de Compiègne.

#### Guerre de Succession d'Espagne
Au début de la Guerre de Succession d'Espagne, le régiment, porté à deux bataillons, est envoyé à l'armée d'observation de Flandre, commandée par le maréchal de Boufflers pour défendre la place de Bruxelles.

### Régiment de Saint-Sulpice (1702-1708)

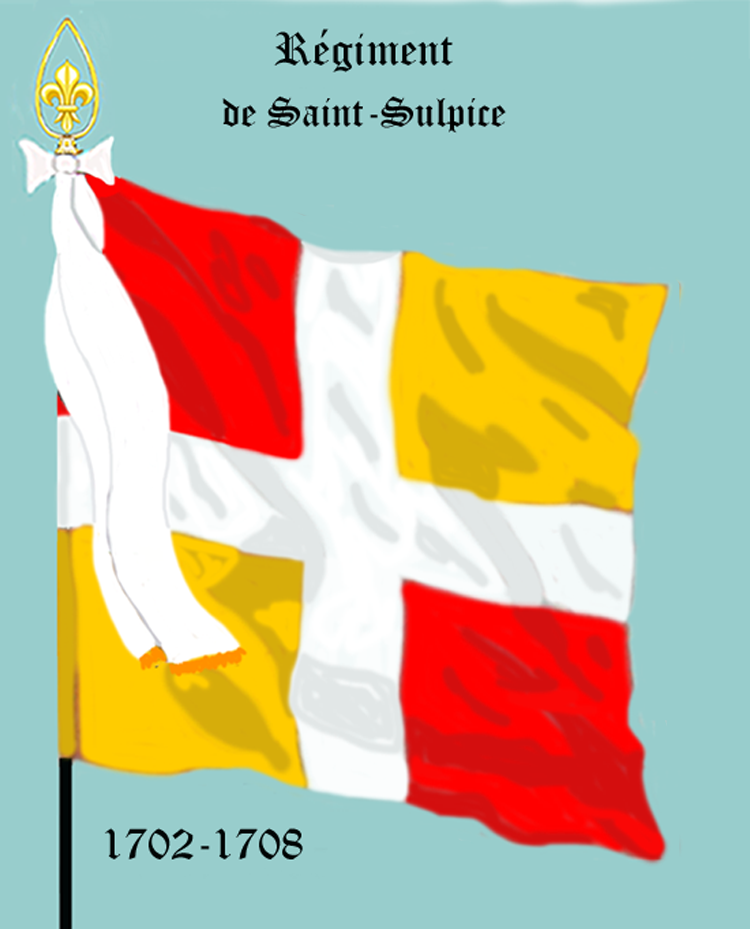
régiment de Saint-Sulpice

#### Guerre de Succession d'Espagne
Devenu « régiment de Saint-Sulpice » le 29 janvier 1702, il parvint à se jeter par bateau, le 27 avril, dans Kaiserswerth investi par les Alliés, dont la mémorable défense de cette place est un des plus beaux titres de gloire du régiment. Le 21 mai, le colonel Etienne de Saint-Sulpice fait une vigoureuse sortie et renverse tous les travaux des assiégeants. Il a un doigt brisé et reçoit deux fortes contusions. Le 9 juin, le régiment défend avec une énergie extraordinaire les ouvrages extérieurs, et après deux heures de combat, l'ennemi recule laissant sur le terrain 2 500 hommes morts ou blessés, mais le colonel Etienne de Saint-Sulpice et 200 de ses soldats sont également tués. Le 15 juin la garnison décimée se résigne à capituler.
En 1703, le régiment continue de servir dans les Pays-Bas sous le maréchal de Villeroy. 
En 1704, il se trouve sur le Rhin, mais au mois de juillet il est rappelé au nord, et rejoint, le 8 août, sous Namur, l'armée du général espagnol marquis de Bedmar. Les revers de l'armée de Bavière réduisirent celle de Flandre à se tenir sur la plus stricte défensive. Le régiment est chargé de la garde de Menin, et ses deux bataillons, qui comptaient ensemble à peine 900 hommes, y soutiennent seuls un siège en 1706. 
Les campagnes de 1707 et 1708 se passèrent également dans les garnisons.

### Régiment de Lannoy (1708-1712)

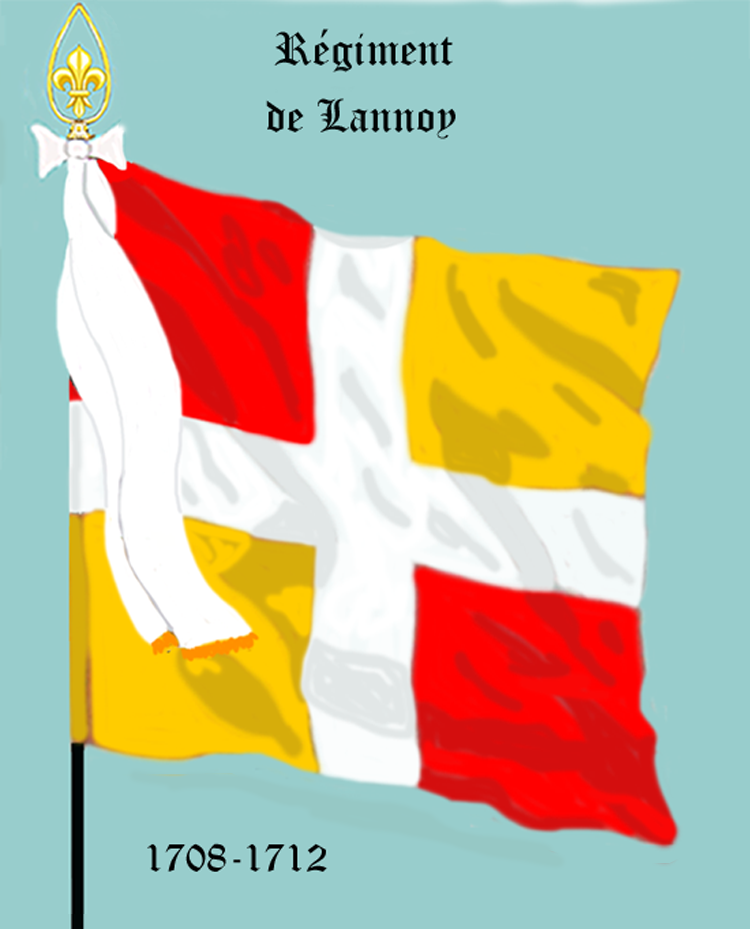
régiment de Lannoy

#### Guerre de Succession d'Espagne
Le 4 juillet 1709, le « régiment de Lannoy », contribue avec le régiment de Navarre à la prise de Warneton , et il se trouve, le 11 septembre, à la bataille de Malplaquet. Après cette rude journée, qui acheva de démoraliser les troupes françaises, il se retire à Valenciennes jusqu'en 1712.

### Régiment de Louvignies (1712-1734)

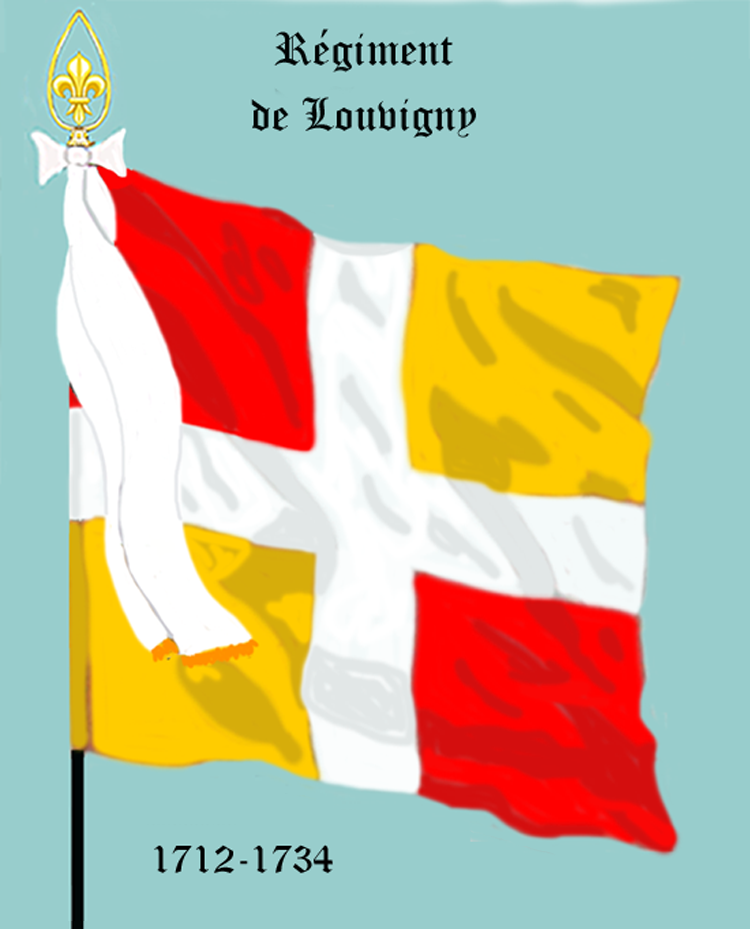
régiment de Louvigny
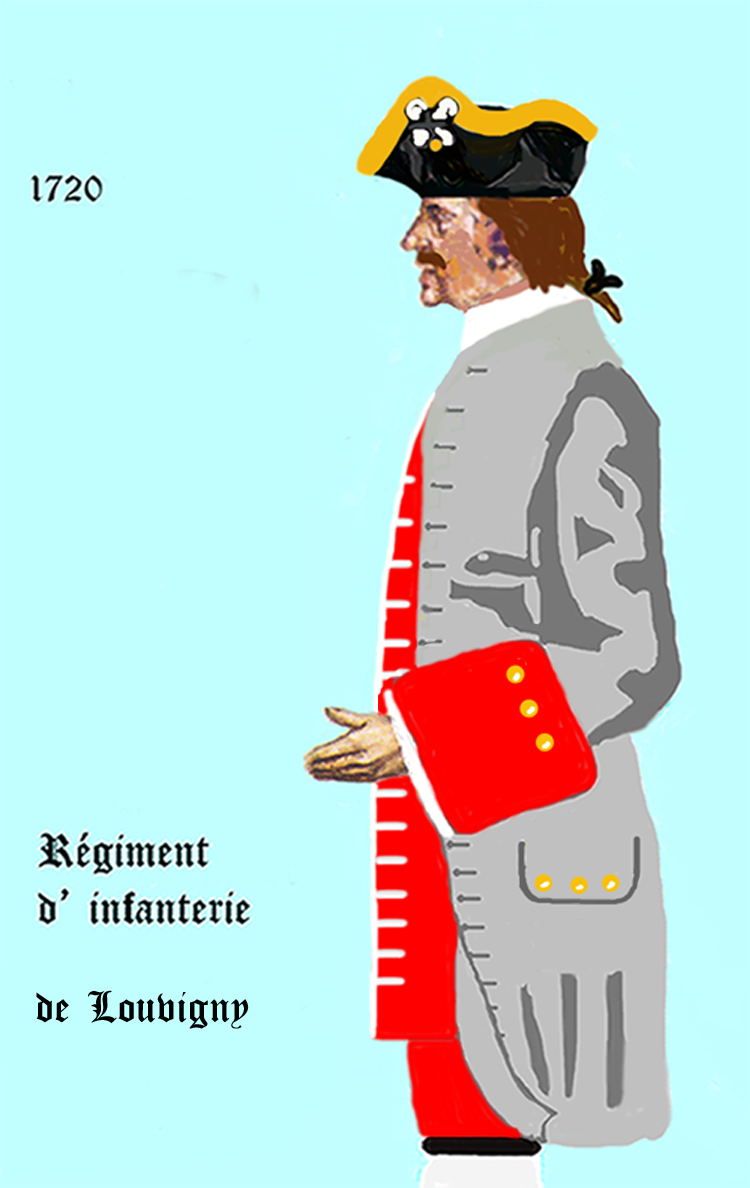
de 1720 à 1734

#### Guerre de Succession d'Espagne
Devenu « régiment de Louvignies », le 16 avril 1712, qui est toujours à Valenciennes, fait une sortie, le 10 juillet contre un parti ennemi qui s'était emparé du village de Beuvrages, situé aux portes de Valenciennes. Après un engagement très vif, l'ennemi est contraint de battre en retraite. La victoire de Denain, le 24 juillet 1712, rouvrant la campagne aux troupes françaises, le « régiment de Louvignies » quitta Valenciennes pour rallier l'armée de Villars et contribue aux prises de Douai, du Quesnoy et de Bouchain. 
En 1713, il sert aux sièges de Landau et de Fribourg, et est réduit à un bataillon après la paix de Rastadt en 1714.

#### Guerre de Succession de Pologne
En 1732, le « régiment de Louvignies » était au camp de la Moselle. 
L'année suivante, dans le cadre de la guerre de Succession de Pologne, il se rend en Italie et, le 17 novembre, il a l'honneur d'ouvrir la tranchée devant Gera d'Adda avec les Gardes Piémontaises. Il contribue aussi cette année à la prise de Pizzighettone et du château de Milan. 
En 1734, il participe à la soumission de Serravalle, de Novarre, du fort d'Arona, de Tortone et à la bataille de San Pietro.

### Régiment de Rochechouart (1734-1743)

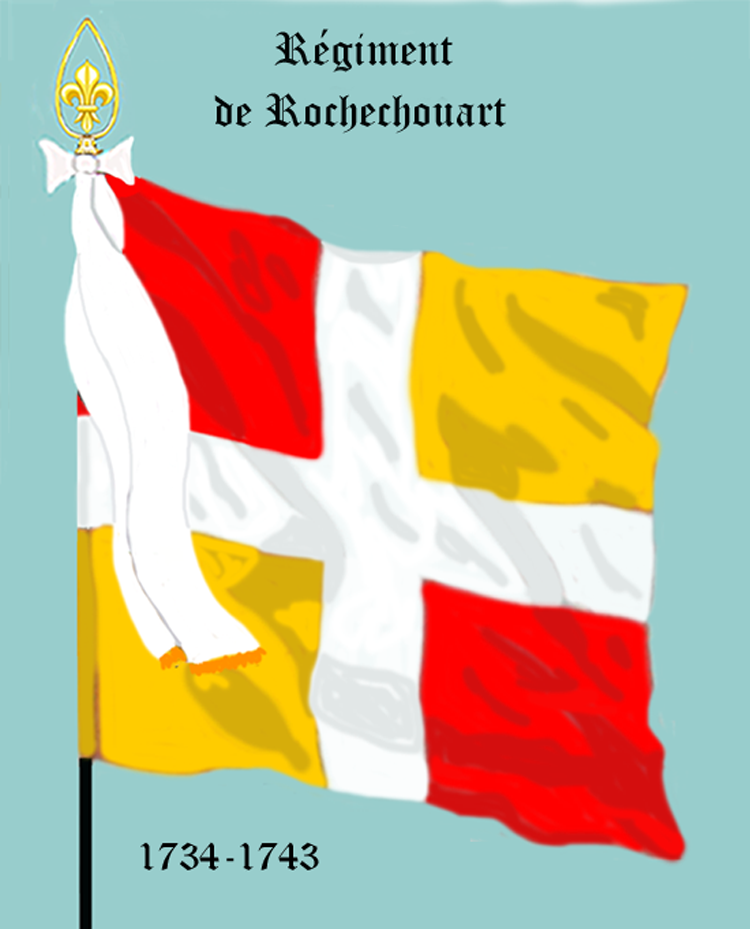
régiment de Rochechouart
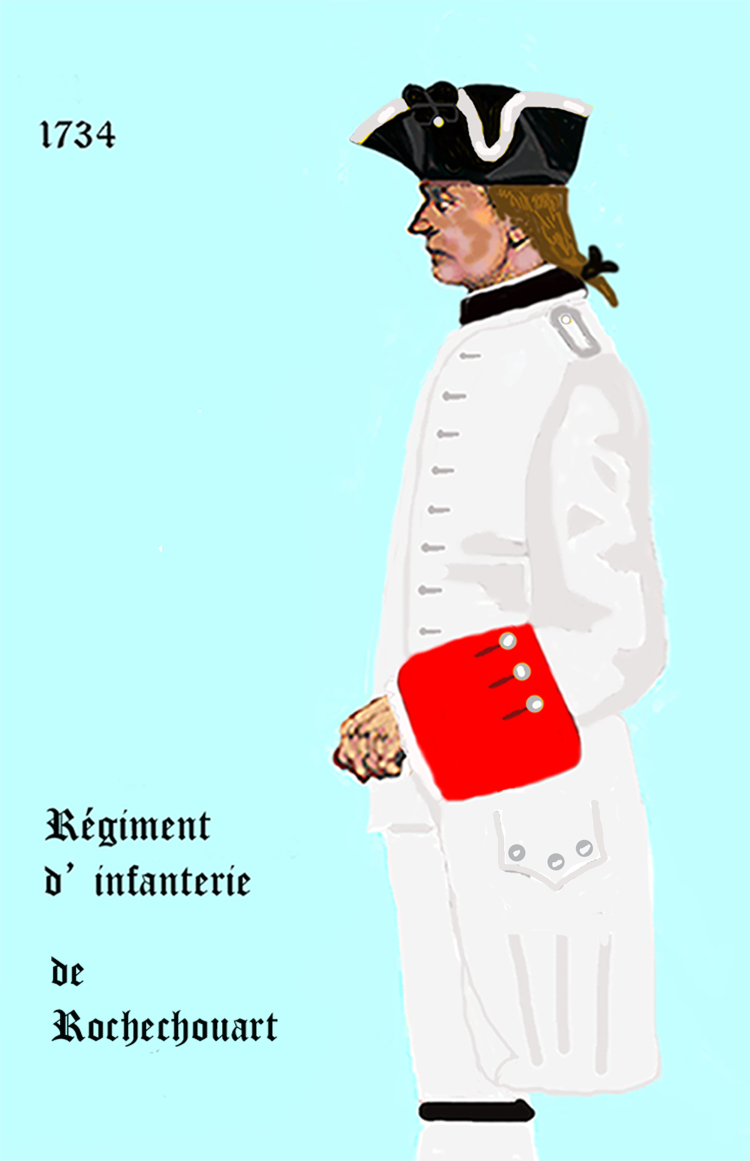
de 1734 à 1757

#### Guerre de Succession de Pologne
Le 10 mars 1734, il prend le nom de « régiment de Rochechouart » , il combat à Colorno et à Parme. Détaché le lendemain de la bataille de Parme à la poursuite des Autrichiens, il contribue à la défaite d'une partie de leur arrière-garde. Le 17 septembre, il prend une part très brillante à la victoire de Guastalla durant laquelle il subit de grandes pertes et son colonel y est blessé. Laissé quelque temps dans Guastalla pour se rétablir, il rejoint l'armée pour faire le siège de La Mirandole, mais l'ennemi ayant fait quelques démonstrations autour de Guastalla, il y rentre et s'y établit pour l'hiver. 
En 1735, il coopère aux prises de Gonzague, de Reggiolo et de Revere, et poursuit les Autrichiens jusqu'aux confins du Tyrol. Le 3 octobre, il franchit l'Adige et occupe San Bonifacio, où il reste jusqu'en septembre 1736. Il rentre alors en France.

#### Guerre de Succession d'Autriche
Au mois d'août 1741, dans le cadre de la guerre de Succession d'Autriche, le « régiment de Rochechouart », embrigadé avec le régiment d'Anjou, fait partie du corps auxiliaire que le marquis de Ximenès conduit à l'électeur de Bavière. Après une courte station dans le haut-Palatinat, ce corps pénètre en octobre dans la Bohême. Le régiment assiste à la prise de Prague et prend ses quartiers d'hiver à Przestiowitz. 
En avril 1742, il arrive devant Egra avec les régiments de Beauce, de Berry et de Luxembourg, et il ouvre la tranchée devant cette place dans la nuit du 7 au 8. La ville ne tint que onze jours devant quatre faibles bataillons français et capitule le 19 avril. Après cet exploit, le « régiment de Rochechouart » rallie en hâte l'armée du maréchal de Broglie et se trouve le 25 mai à la bataille de Sahay. Quelques jours après, il se retire sous Prague, et il entre le 15 août dans cette grande ville, cernée de toutes parts par les troupes de Marie-Thérèse. Au commencement de ce terrible blocus, le « régiment de Rochechouart » ne comptait plus que 295 hommes réunis sous ses drapeaux. Cette poignée d'hommes, renforcée de quelques miliciens fraîchement arrivés de France, est chargée de la défense d'une île de la Moldau, vis à - vis de la porte de l'Hôtel des Invalides. Elle s'acquitte de sa mission et se fait remarquer dans plusieurs sorties, notamment à celle du 22 août, où elle partag les hauts faits du régiment de Navarre. Au mois d'octobre, la brigade de Rochechouart, qui comprenait les régiments Royal-Suédois et Royal-Bavière, quitte Prague et est répartie sur la ligne de communication de Budweis à Prague pour faciliter la jonction de l'armée du maréchal de Maillebois. Peu de temps après, le régiment se met en route pour Deggendorf.
Le comte de Rochechouart ramene son régiment en France au mois de février 1743 et passe au commandement du régiment d'Aquitaine.

### Régiment d'Aubeterre (1743-1745)

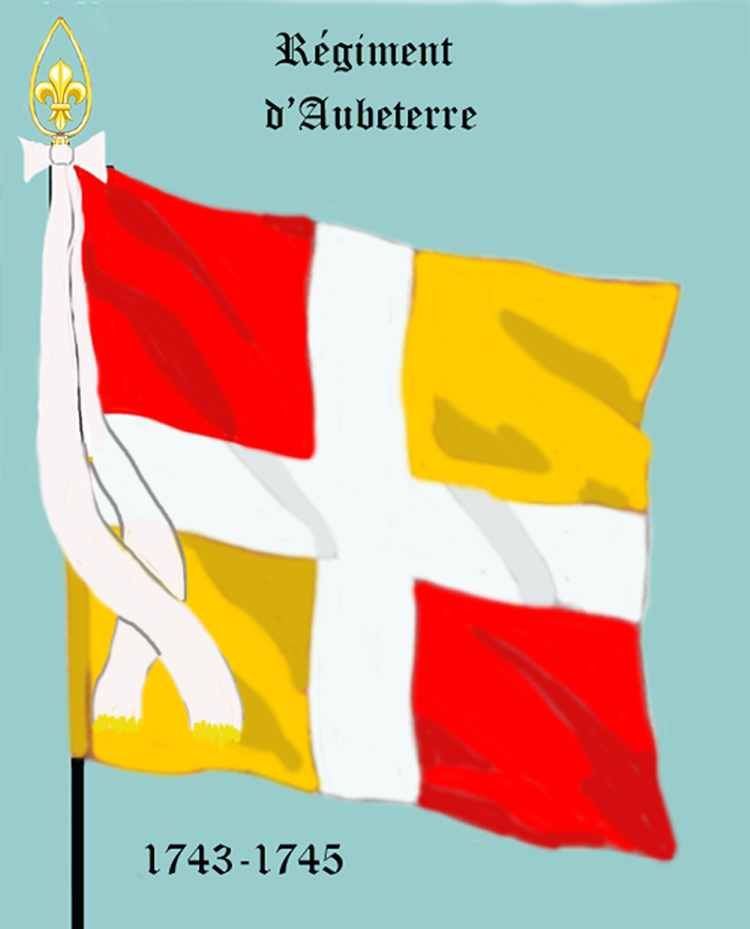
régiment d'Aubeterre

#### Guerre de Succession d'Autriche
Le 6 mars 1743, devenu « régiment d'Aubeterre », il est mis en garnison à Bitche. Le 14 juin, Il rallie l'armée du maréchal de Noailles, et le 27 juin combat à Dettingen et achève cette campagne dans la basse-Alsace.
L'année suivante, il passe à l'armée de Flandre sous le maréchal de Saxe.
En 1745, le « régiment d'Aubeterre » fait le siège de Tournai, et, à la bataille de Fontenoy, il est un des corps qui sont le plus sérieusement engagés. Sa brigade, qui com prenait le régiment suisse de Courten, avait été placée à la droite des Gardes Suisses et à la gauche du régiment du Roi, dans un ravin qui allait de Fontenoy au bois de Barry. Quand les Gardes Suisses, écrasés par le feu des Anglais, sont contraints de reculer, la brigade d'Aubeterre s'élance tête baissée sur la colonne anglaise et arrêtent son élan. Dans cette charge terrible, le régiment a 130 hommes tués et plus de 200 blessés, la moitié de son effectif avait été frappé par les balles ennemies. Après la victoire, les débris du corps servent encore aux prises de Tournai, de Termonde et d'Audenarde, et termine cette campagne par le siège d'Ath. Le 25 août, le régiment est porté à deux bataillons. En récompense de sa conduite à Fontenoy, le colonel du régiment, Jean-Baptiste Charles Hubert d'Esparbès de Lussan, chevalier d'Aubeterre, passé au commandement du régiment Royal des Vaisseaux.

### Régiment de Rohan-Montbazon (1745-1759)

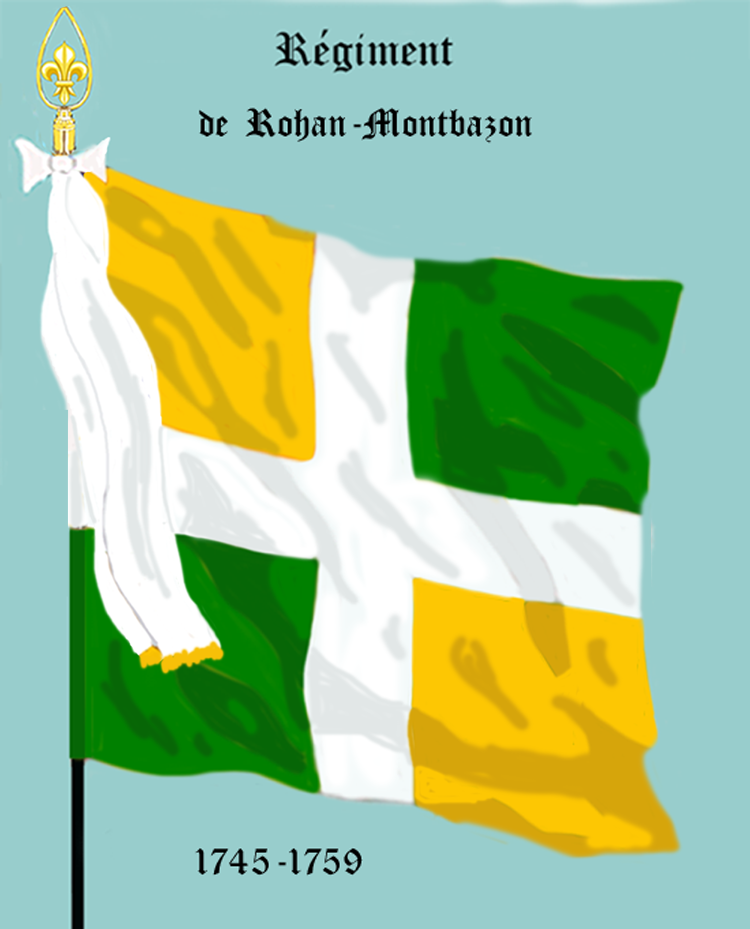
régiment de Rohan-Montbazon

#### Guerre de Succession d'Autriche
Le 26 mai 1745 le régiment prend le nom de « régiment de Rohan-Montbazon ».
En 1746, il participe au siège de Bruxelles puis au mois de septembre il fait celui de Namur, et le 10 octobre il combat à Rocoux. 
En 1747, le régiment continue de servir dans les Pays-Bas et il est augmenté d'un 3e bataillon pour le siège de Berg-op-Zoom, et, après la prise de cette place, il y est mis en garnison. 
L'année suivante, il est appelé au siège de Maastricht. Après ce siège, le « régiment de Rohan » rentre en France, et son 3e bataillon est réformé le 30 octobre.

#### Guerre de Sept Ans
En 1754, il est au camp d'Aymeries-sur-Sambre.
En 1756, quand les hostilités commencent avec l'Angleterre, il est appelé au camp de Granville. 
En 1757, il sert en Allemagne sous le prince de Soubise et se trouve à la bataille de Rossbach, où il fournit son contingent de victimes .
En 1758, le « régiment de Rohan » sert d'abord sous le maréchal de Broglie, et se distingue particulièrement, le 23 juillet, à la bataille de Sandershausen ou il était placé à la gauche du dispositif. Les régiments suisses de Waldner et de Diesbach s'étaient épuisés en vains efforts sans pouvoir réussir à déloger l'ennemi de l'escarpement de la rivière de Fulda. Le duc de Broglie les fit appuyer par les « régiments de Rohan », de Beauvoisis, Royal-Bavière et Royal-Deux-Ponts. Ces régiments se trouvèrent bientôt en première ligne et exposés à un feu des plus vifs. Ils y répondirent longtemps, mais, leurs munitions s'épuisèrent et le feu des Alliés ne se ralentissait pas. Emportés alors par une magnanime résolution, ils s'élancent à la baïonnette sur les positions de leurs adversaires, les abordent avec une vigueur irrésistible et culbutent l'ennemi dans un profond ravin. Le « régiment de Rohan », qui marchait en tête, eut la gloire de s'emparer de quatre pièces de canon.

Le régiment rallie ensuite l'armée du prince de Soubise, et se distingue encore le 10 octobre à Lutzelberg. Sa brigade, qui formait, avec celle de Waldner, l'avant-garde aux ordres du duc de Broglie, débouche la première sur le plateau et pousse l'ennemi jusqu'au village de Landwehrhagen. Pendant la nuit qui suivit la bataille, le « régiment de Rohan » se porte par une marche rapide sur les gorges de Munden, où l'armée alliée s'était retirée, et il lui fait le lendemain un grand nombre de prisonniers. Après diverses opérations de peu d'importance, qui se prolongèrent jusqu'au mois de décembre, le régiment est établi pour l'hiver à Hanau, quartier général du prince de Soubise.
Le 13 avril 1759, on trouve le régiment, à la bataille de Bergen, durant laquelle il se trouve à l'aile droite, et vient appuyer les efforts des régiments de Piémont et Royal-Roussillon qui combattaient dans la grande rue de cette petite ville. Il partage avec ces deux corps et le régiment de Beauvoisis les périls et l'honneur de la dernière charge, qui fait perdre le champ de bataille aux ennemis. 
Après la bataille de Bergen le colonel commandant le régiment, Jules Hercule Mériadec de Rohan, prince de Montbazon, est nommé maréchal de camp. Les liens de famille qui unissaient ce colonel au maréchal de Soubise avaient valu au corps une bonne place à l'armée et des occasions de gloire.

### Régiment de Montrevel (1759-1762)

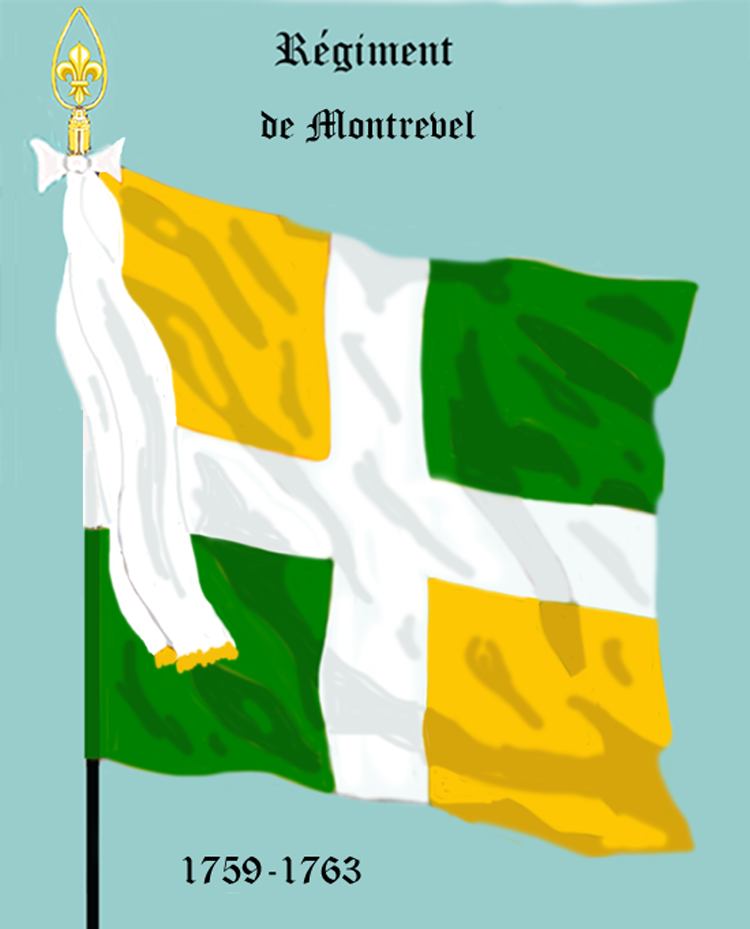
régiment de Montrevel

#### Guerre de Sept Ans
Devenu « régiment de Montrevel » le 21 avril 1759, le régiment est moins heureux sous son successeur, Florent-Alexandre-Melchior de La Baume, comte de Montrevel. À peine eut-il changé de nom, qu'on le relégua sur les côtes, où il a servi pendant les trois dernières campagnes de la guerre de Sept Ans.

### Régiment de Berry (1762-1788)

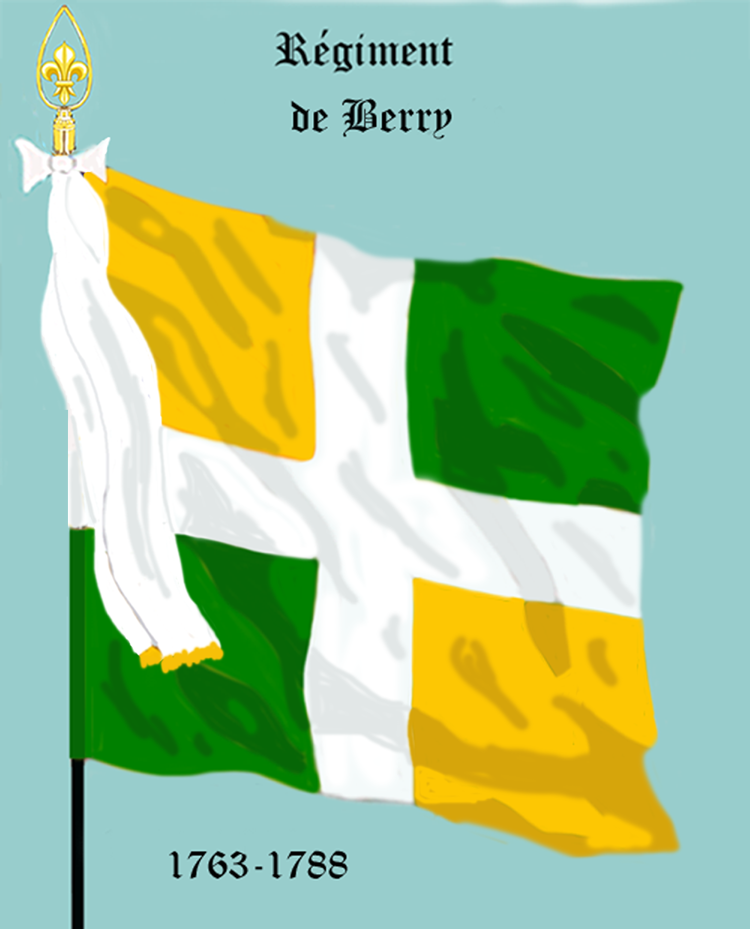
régiment de Berry
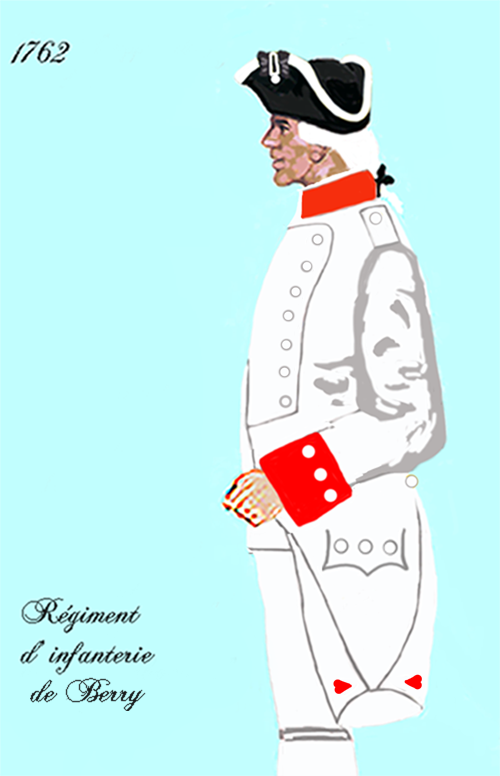
de 1762 à 1776
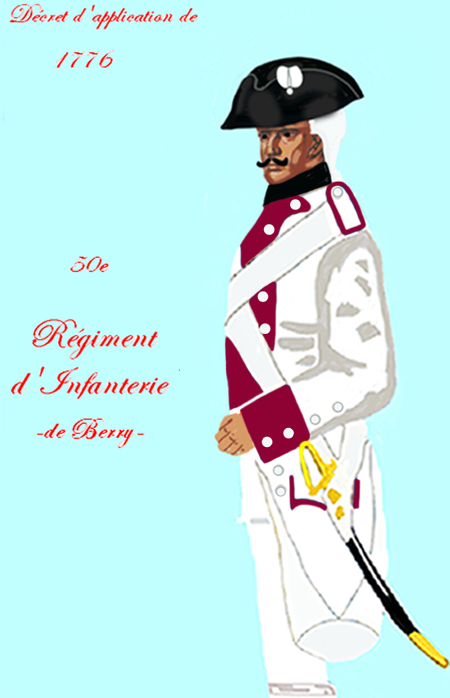
de 1776 à 1779
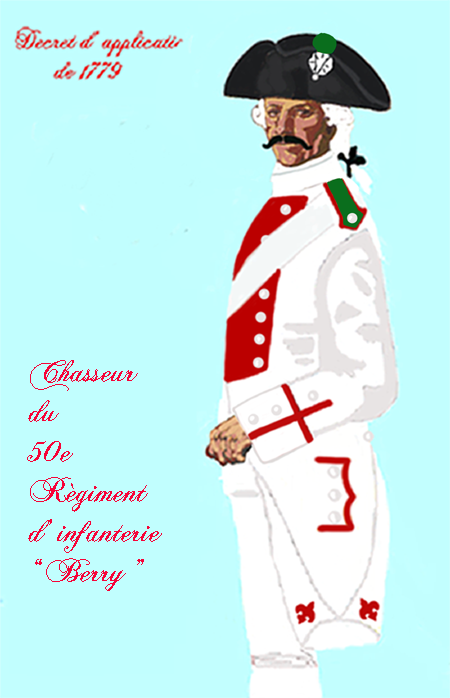
de 1779 à 1791

#### Période de paix
Le 10 décembre 1762, il cesse d'être un régiment de gentilshommes , et prend le titre de la province de Berry en devenant « régiment de Berry » et conserve ses deux bataillons.
 L'ordonnance arrête également l'habillement et l'équipement du régiment comme suit. Habit, revers, veste et culotte blancs, parements et collet cramoisi, poches ordinaires garnies de trois boutons, autant sur la manche, quatre au revers, quatre au-dessous : boutonsjaunes et plats, avec le no 32. Chapeau bordé d'or. 
Au moment où la paix est signée, le « régiment de Berry » était à Saint-Omer. 
Il est allé ensuite à Arras en mai 1763, à Dunkerque en décembre 1763, à Bergues et Gravelines en juin 1764, à Brest en août 1765, à Vannes et Morlaix en janvier 1766, à Port-Louis, Lorient et Belle-Île en octobre 1766, à Rochefort en octobre 1767, à Bayonne en septembre 1768, en Corse en octobre 1770, à Monaco et Antibes en septembre 1773, à Grenoble en juillet 1774, à Besançon en août 1775, à Philippeville et Avesnes en octobre 1776, à Givet en octobre 1777, à Landrecies en mai 1778, à Béthune et Aire en novembre 1780, à Boulogne en juillet 1781, à Dunkerque en novembre 1781, à Toul en novembre 1783, à Metz en octobre 1786, à Rouen en novembre 1787, à Cambrai en décembre 1787, et à Douai en mars 1788.

### Régiment de Vintimille (1788-1791)

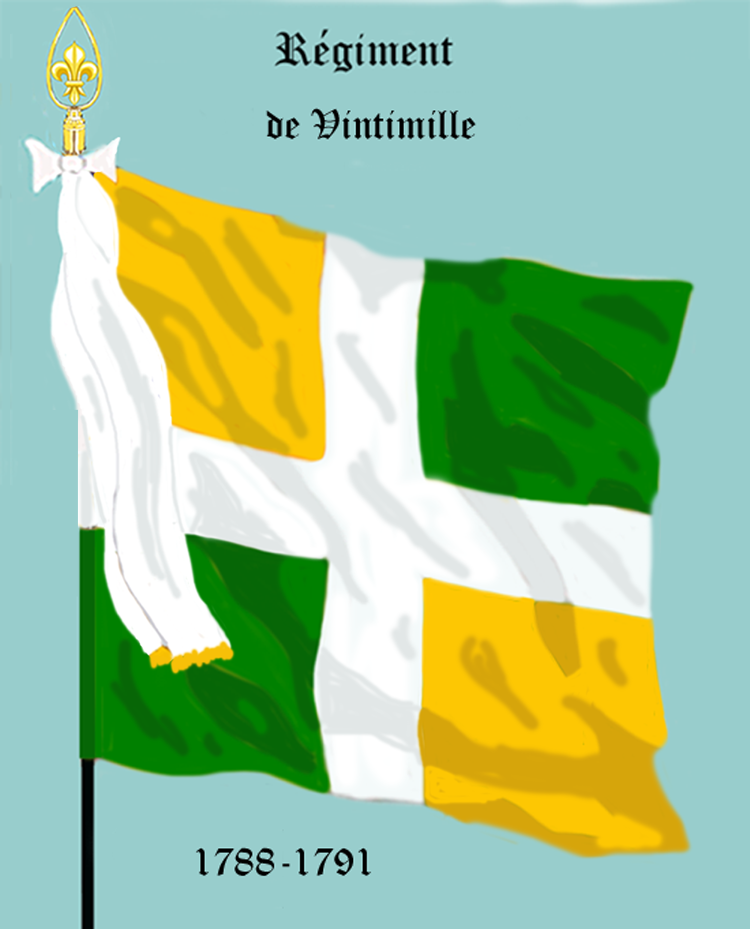
régiment de Vintimille
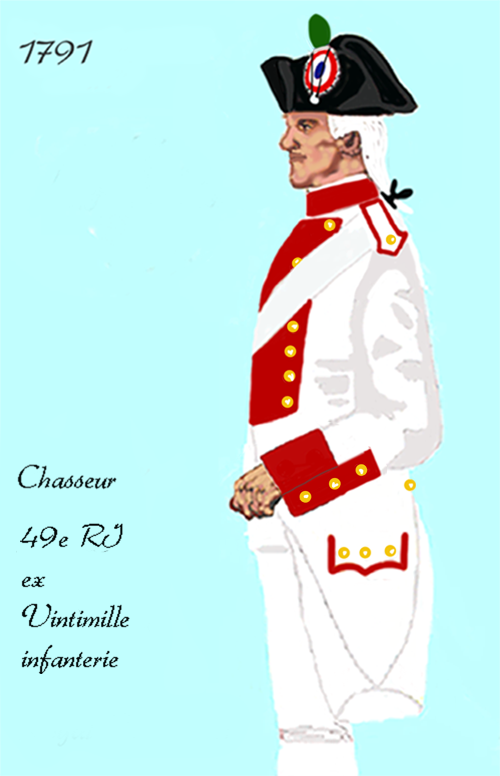
de 1791 à 1792

Une ordonnance du 14 mai 1788 donne la propriété du régiment au comte de Vintimille du Luc, en dédommagement du régiment Royal-Corse dont ce seigneur était propriétaire, et qui venait de former les Chasseurs Royaux-Corses et les Chasseurs corses. Le régiment quitte alors le titre de « régiment de Berry », et prend celui « régiment de Vintimille ».
Les drapeaux du régiment avaient deux quartiers jaunes et deux quartiers verts. Son uniforme s'était composé d'abord d'un habit blanc, avec la veste, le collet et les parements rouges, les boutons blancs, les poches en travers avec trois boutons, autant sur la manche, et chapeau bordé d'argent. De 1776 à 1779, les revers et parements étaient cramoisis et le collet noir. 

#### Révolution française
Au mois de septembre 1788, le « régiment de Vintimille » est appelé au camp de Saint-Omer.
En juillet 1789, il est l'un des corps qui viennent prendre des cantonnements autour de Paris. Il occupe quelque temps Saint-Denis et Neuilly, et est renvoyé à Douai après la prise de la Bastille.
Le 20 juin 1790, le « régiment de Vintimille », réuni au régiment de Besançon artillerie en garnison à Douai, eut de violentes querelles avec les chasseurs à cheval de Picardie, et le sang coula. À Douai, comme partout ailleurs, les troupes d'infanterie avaient les sympathies de la population. Celle-ci prit fait et cause pour le « régiment de Vintimille », et adressa une pétition à l'Assemblée nationale pour que le régiment soit maintenu dans ses murs et cette demande est accordée.

### 49erégiment d'infanterie de ligneci-devant Vintimille

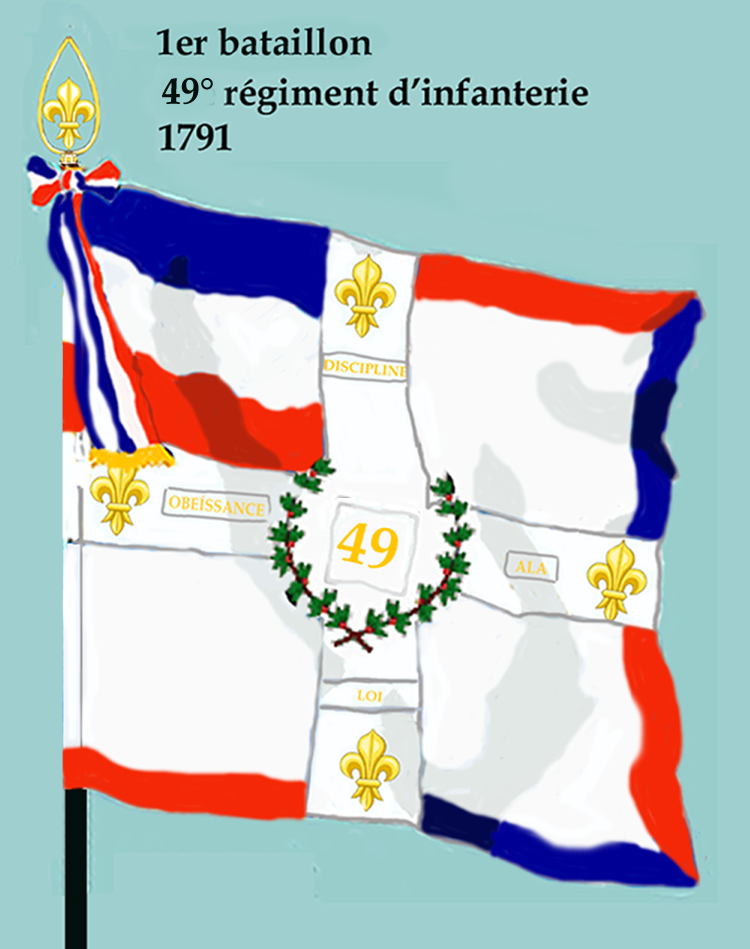
1er bataillon de 1791 à 1793
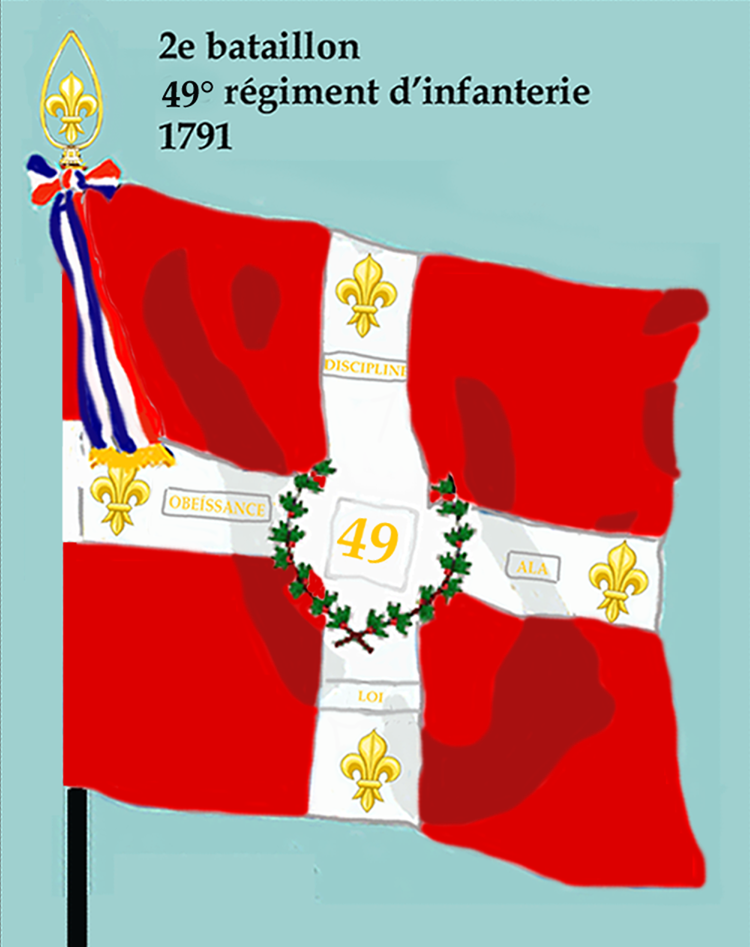
2e bataillon de 1791 à 1793
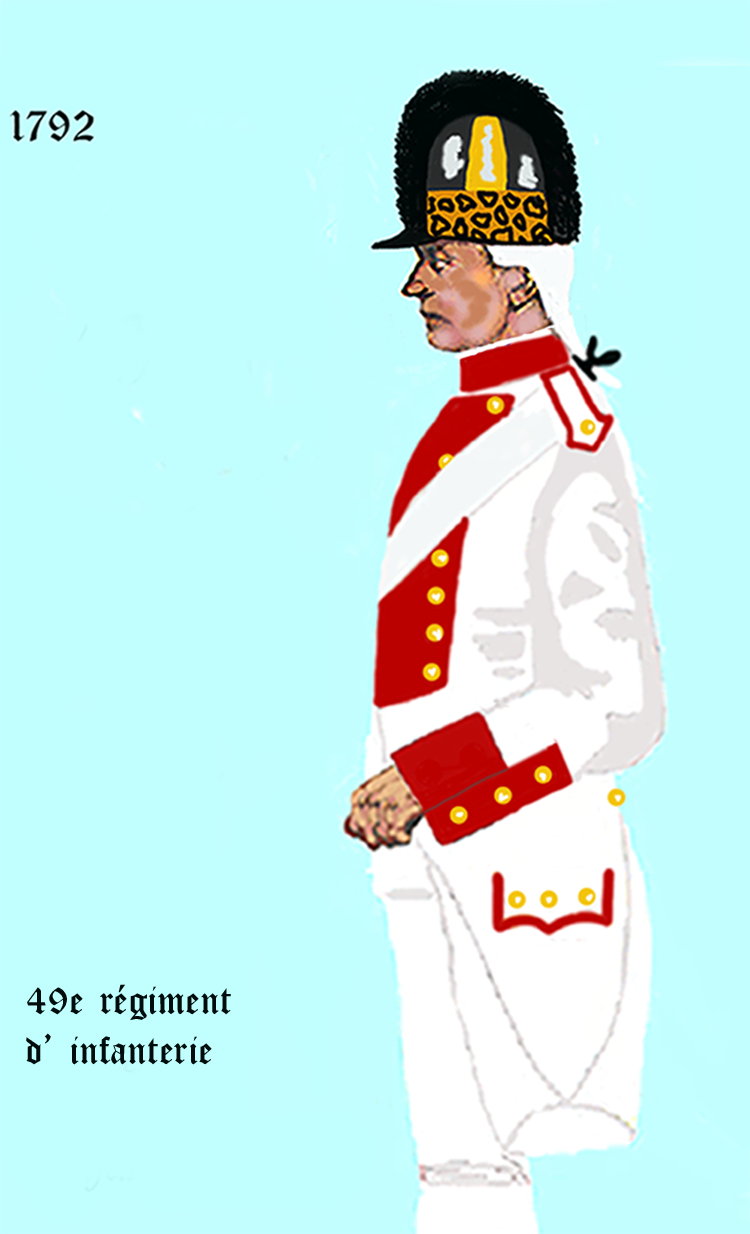
de 1792 à 1796

L'ordonnance du 1er janvier 1791 fait disparaître les diverses dénominations, et les corps d'infanterie ne sont désormais plus désignés que par le numéro du rang qu'ils occupaient entre eux. Ainsi, 101 régiments sont renommés. Les régiments sont toutefois largement désignés avec le terme ci-devant, comme 49e régiment d'infanterie ci-devant Vintimille.

#### Révolution française
En mars 1791 les citoyens de Douai s'étant mis en état de rébellion contre certains décrets de l'Assemblée, et quelques soldats du « régiment de Vintimille » ayant pris parti pour eux, le régiment reçut l'ordre de se rendre à Avesnes où il arriva le 3 avril. Il passa au mois de juin, au Quesnoy, et se trouve encore dans cette place quand les hostilités commencèrent.  

#### Guerres de la Révolution française
Le « régiment de Vintimille » est le premier corps qui ait fait parler de lui dans cette longue série d'actions glorieuses qu'on appelle les guerres de la Révolution française.
En avril 1792, il fait partie du corps de Biron, qui occupe Quiévrain le 29 avril et se porte en avant. L'armée autrichienne barrait la route de Mons dans une bonne position, et attaqua, à cinq heures du soir, un poste, au village de Vannes. Il y avait là quatre compagnies de grenadiers du « régiment de Vintimille » et un piquet de cavalerie. Les troupes françaises, manœuvrèrent avec tant d'intelligence et de fermeté, que les Autrichiens se retirèrent avec perte de dix à douze hommes. Ce fut alors que Biron apprit la malheureuse affaire de Dillon, en avant de Lille. Il songea à battre en retraite après avoir donné quelque repos à ses troupes. Il commença son mouvement le 30 au matin, plus gêné que servi par les volontaires, car ceux ci avaient évacué Quiévrain devant quelques escadrons de uhlans. Il fallait le reprendre le village. Biron se met à la tête du « régiment de Vintimille », qui, après des prodiges de valeur, pénètre dans le bourg et en expulse l'ennemi. Les volontaires purent passer et coururent vers Valenciennes. Le  « régiment de Vintimille », avec un bataillon du régiment de Beauce et le 2e bataillon de volontaires de Paris, qui se bat admirablement sous les ordres des ducs de Chartres et de Montpensier, se replie le dernier sur Valenciennes, faisant l'arrière-garde d'un troupeau de fuyards. Le colonel Casabianca, qui avait pris le commandement de cette poignée de braves gens, soutint toutes les charges des Autrichiens et mérita le grade de maréchal de camp.
1er bataillon
En 1792, quand les Prussiens envahirent la Champagne, le 1er bataillon du 49e régiment d'infanterie ci-devant Vintimille part renforcer l'armée du Nord de Kellermann et se trouve à la canonnade de Valmy. Pendant les derniers mois de l'année, il prend part à toutes les opérations de Beurnonville autour de Trèves, et notamment aux combats des 14 et 15 décembre à Wawren et Grewenmakeren. Le colonel Desperrières tourna les flancs couverts de neige des montagnes, prit les ennemis en queue et contribua ainsi beaucoup à leur défaite.

Ce 1er bataillon retourna, en 1793, à l'armée du Nord, et est amalgamé, le 1er fructidor an II (18 août 1794), avec le 2e bataillon de volontaires du Calvados et le 2e bataillon de volontaires de Maine-et-Loire pour former la 97e demi-brigade de première formation.
2e bataillon
Le 2e bataillon du 49e régiment d'infanterie ci-devant Vintimille, affecté également à l'armée du Nord, rentre au Quesnoy après l'affaire de Quiévrain, et se jette dans Valenciennes au moment où cette place allait être assiégée. Après la prise de Valenciennes par les Autrichiens, il fait partie du corps de 10 000 hommes que le général Cordellier conduit en Vendée et combat dans l'ouest jusqu'à la fin de la guerre civile.

Ce 2e bataillon, qui devait former le noyau de la 98e demi-brigade de première formation n'a pas été amalgamé. Le 15 fructidor an IV (1er septembre 1796) au camp de Grenelle, le 2e bataillon du 49e régiment d'infanterie ci-devant Vintimille, avec les 128e demi-brigade de première formation (2e bataillon du 3e régiment d'infanterie (ci-devant Piémont), 2e bataillon de volontaires de l'Aube, 10e bataillon de volontaires des Vosges, 13e bataillon de la formation d'Orléans, 14e bataillon de volontaires de Paris et 24e bataillon de volontaires de la Charente),  1er bataillon de la 83e régiment d'infanterie de ligne ci-devant Foix, 3e bataillon de volontaires de Paris, 7e bataillon bis de volontaires de Paris, 7e bataillon de volontaires de l'Yonne, et 16e bataillon des Fédérés Nationaux, il entre directement, dans la 7e demi-brigade de deuxième formation.

Ainsi disparaît pour toujours le 49e régiment d'infanterie ci-devant Vintimille, partageant le sort de tous ces vieux régiments qui depuis deux siècles avaient défendu si intrépidement la patrie contre toutes les coalitions.

## Sources et Bibliographie
- Jacques de Quincy, Histoire militaire du règne de Louis le Grand, vol. 3, (Paris), 1726, 825 p..
- Lieutenant général de Vault, Mémoires militaires relatifs à la guerre d'Espagne sous Louis XIV, vol. 1, Imprimerie Royale (Paris), 1835, 910 p. (lire en ligne).
- Chronologie historique-militaire, par M. Pinard, tomes 2, 3, 4, 5 et 6, Paris 1760, 1761, 1761, 1762 et 1763
- Louis Susane : Histoire de l'ancienne infanterie française, Tome 5, page 291
- Historiques des corps de troupe de l'armée française (1569-1900)  : document utilisé comme source pour la rédaction de cet article.